# Synedoida pedionis
Synedoida pedionis là một loài bướm đêm trong họ Erebidae.